# گراندین (میزوری)
گراندین (به انگلیسی: Grandin) یک شهر در ایالات متحده آمریکا است که در شهرستان کارتر، میزوری واقع شده‌است. گراندین ۱٫۰۴ کیلومتر مربع مساحت و ۲۴۳ نفر جمعیت دارد و ۱۷۹ متر بالاتر از سطح دریا واقع شده‌است.